# Pistol
Pistol és una minisèrie de drama biogràfic de sis capítols creada per Craig Pearce per a FX Networks que segueix el guitarrista Steve Jones i l'eclosió i apogeu dels Sex Pistols. La sèrie la va dirigir Danny Boyle i es va estrenar a Hulu el 31 de maig de 2022.

## Producció
La sèrie es va rodar a la ciutat de Hemel Hempstead, Folkestone i el poble proper de Sandgate, Dover, Deal i Londres.
El metratge del concert i les escenes musicals es van gravar en directe, sense doblatge ni efectes d'estudi, i tant els actors que interpreten els Sex Pistols i com Chrissie Hynde van cantar i tocar els instruments en viu.
Toby Wallace (Steve Jones), Jacob Slater (Paul Cook) i Sidney Chandler (Chrissie Hynde) van tenir l'avantatge de reunir-se amb els seus homòlegs. Anson Boon no va poder trobar-se amb Johnny Rotten perquè aquest va renegar del projecte, però va estudiar de prop la presència escènica de Rotten a fi de replicar-la i va llegir-ne els llibres. Jones també es va reunir amb el guionista Craig Pearce per respondre preguntes i fer la seva aportació. Cook va participar activament aportant idees.
El dissenyador de producció Kave Quinn va estudiar el documental de Julien Temple The Filth and the Fury, així com la docusèrie de la BBC The Making of Modern Britain d'Andrew Marr per tal de retratar Londres tal com era a la dècada del 1970.
La revista Esquire va afirmar que «el compromís amb l'actitud punk dels Sex Pistols es manifesta en la realització de la pròpia pel·lícula». El director, Danny Boyle, va deixar que els actors interpretessin escenes senceres, sense utilitzar una llista de plans tradicionals. Va emular l'energia del punk utilitzant tècniques de cinema com ara l'edició en pantalla dividida, salts enrere, imatges d'arxiu, fotogrames congelats, paisatges onírics i càmera lenta.
El 2021, mentre la sèrie encara estava en producció, el mànager dels Sex Pistols, John Lydon, va criticar la sèrie, considerant-la «la merda més irrespectuosa que he hagut de suportar». Steve Jones i Paul Cook van demandar Lydon perquè permetés la utilització de la música de Sex Pistols a la sèrie, argumentant que tenien el suport de Glen Matlock i dels hereus de Sid Vicious, i van aportar un acord de 1998 que permetia una decisió majoritària entre els membres de la banda. Finalment, Lydon va perdre la batalla legal aquell agost.